# Федот Бургасофф
Федот Бургасофф (фр. Fédote Bourgasoff, уроджений як Федір Бургасов; 9 березня 1890 — 12 травня 1945) — французький кінематографіст. Народився і місті Лохвиця (нині в Полтавській області, Україна). Він працював фотографом і кінооператором продюсера Йосифа Єрмольєва та режисера Якова Протазанова. Після російської революції 1917 року Бургасов, як і більшість творчої інтелігенції, втік до Франції. Там він працював над фільмами до самої смерті, часто залучаючи емігрантів з Російської імперії.

## Вибрана фільмографія
- Отець Сергій (1917)
- Будинок таємниць (1923)
- Казанова (1927)
- Таємниці Сходу (1928)
- Імператорські фіалки (1932)
- Родимки (1932)
- Казанова (1934)
- Таємниці Парижа (1935)
- Хуаніта (1935)
- Волзький човняр (1936)
- На дні (1936)
- Роман про Вертера (1938)
- Чорний діамант (1941)
- Щасливі дні (1941)